# Nash the Slash

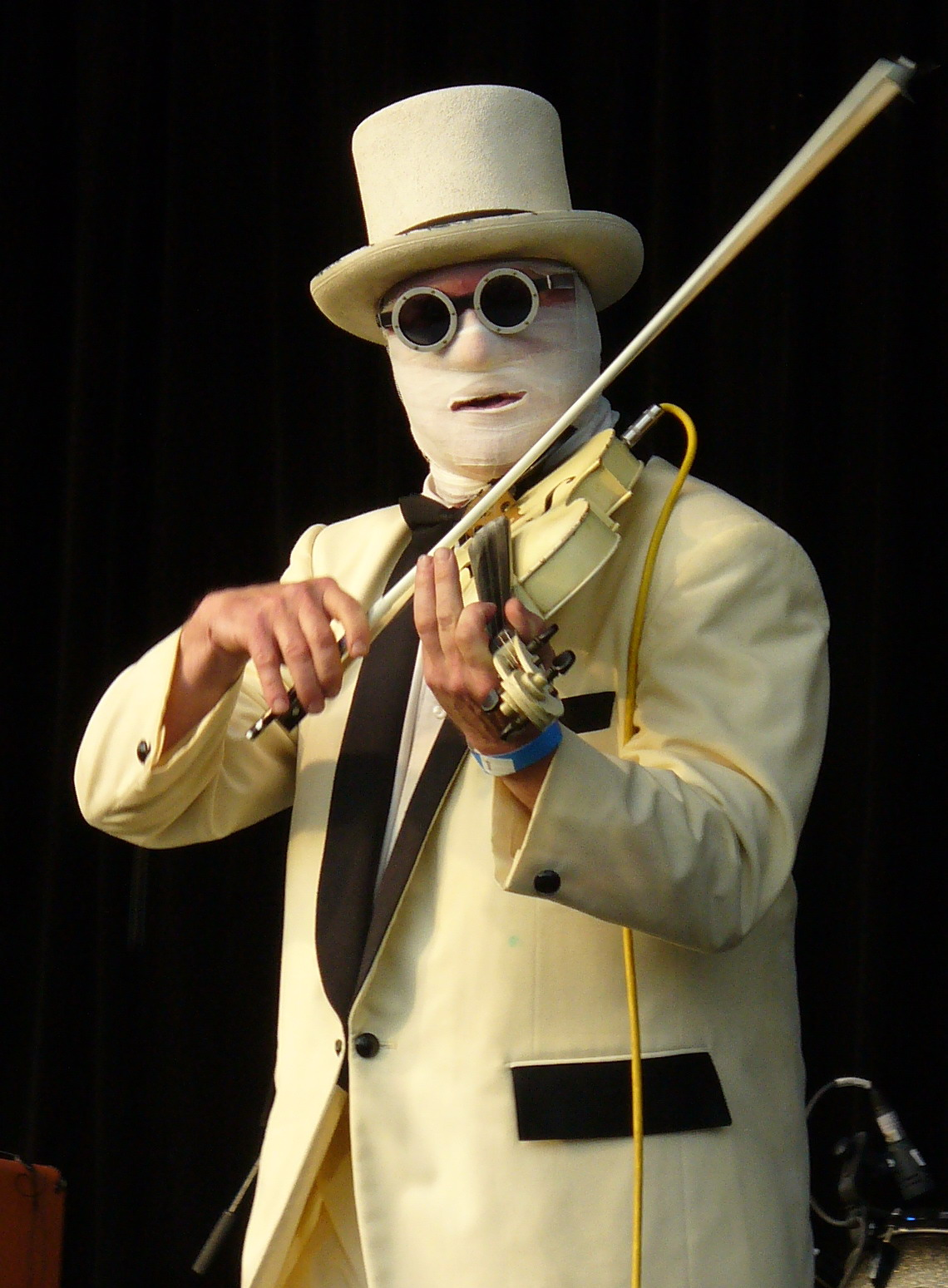
Nash the Slash (2008)

Jeff Plewman (* 26. März 1948 in Toronto, Ontario; † 10. Mai 2014 ebenda), mit vollem Namen James Jeffrey Plewman, besser bekannt unter seinem Künstlernamen Nash the Slash, war ein kanadischer Musiker, Komponist, Performancekünstler und Labelbetreiber. Der Multiinstrumentalist spielte bevorzugt elektrische Geige, aber auch elektrische Mandoline, Mundharmonika, Tasteninstrumente, Glockenspiel und andere Instrumente.
Seine Musik gilt als experimentelle Rockmusik. Er trat mit Musikern wie Gary Numan, Iggy Pop, The Who und The Police auf. Er komponierte Musik für Film- und Fernsehproduktionen sowie für seine eigenen Multimedia-Aufführungen mit surrealistischen Bildern des Malers Robert Vanderhorst.
Als seine musikalischen Vorbilder nannte er Beethoven,  Tschaikowski und Prokofiew, aber auch The Who, Hawkwind, Neu und Michael Rother, Ash Ra Tempel, Amon Düül, Kraftwerk, Moondog und andere.

## Biografie
Plewman begann Mitte der 1970er Jahre als Solomusiker zu arbeiten. Bei seinen Auftritten trug er Smoking, Zylinder und Sonnenbrille. Der Promoter Gary Topp engagierte ihn häufig und unterstützte ihn bei der Entwicklung seiner Bühnenidentität Nash the Slash. Der Name stammt aus dem Laurel-und-Hardy-Film Do Detectives Think? von 1927. Zu Beginn seiner Karriere spielte Nash oft Livemusik zu alten Stummfilmen, wie zum Beispiel Ein andalusischer Hund von Luis Buñuel.
1976 gründete Nash mit Cameron Hawkins in Toronto die Band FM. Nach der Aufnahme des ersten Albums Black Noise verließ Nash die Gruppe Ende 1977, um wieder solo zu arbeiten. In den 1980ern und 1990ern gab es zwei Wiedervereinigungen.
1978 gründete Nash sein eigenes Independent-Label Cut-Throat Records, auf dem er fortan seine Aufnahmen veröffentlichte. Nach dem schweren Unfall im Kernkraftwerk Three Mile Island 1979 erschien er bei einem Auftritt mit phosphoreszierenden Bandagen um den Kopf, um die Zuschauer auf die Gefahren der Kernkraft aufmerksam zu machen. Die Bandagen wurden sein Markenzeichen.
Bedside Companion (1978) war das erste Album in Kanada, auf dem eine Drum Machine verwendet wurde. 1980 brachte Nash die Single Dead Man’s Curve heraus, ein Jan-and-Dean-Cover, das ein weiteres Publikum fand. 1980 und 1981 ging er mit Gary Numan im Vereinigten Königreich und mit den Tubes in Europa auf Tour. Zunächst in Europa kam 1981 das Album Children of the Night heraus. Vom Mini-Album Decomposing (1981) behauptete Nash, es könne bei jeder Abspielgeschwindigkeit angehört werden.
1983 bis 1989 gab es eine erste Wiedervereinigung von Nash und FM; in dieser Zeit entstanden drei Alben mit der Band. 1985 verklagte Nash PepsiCo auf eine Million Kanadische Dollar, da sie sein Bühnenoufit ohne seine Zustimmung in der Werbung benutzt hatten. PepsiCo stoppte die Werbeaktion und zahlte Schadensersatz.
Nach der Auflösung von FM 1989 gab es neben Soloarbeiten auch eine Kooperation mit dem elektronischen Performance-Musiker Plexus. Von 1993 bis 1995 führten sie eine Liveshow namens Psychedelitron auf. 1994 bis 1996 gab es eine zweite FM-Wiedervereinigung. 1998 trat Nash bei der Toronto Pride Week auf und outete sich als homosexuell.
2004 und 2005 kam es nach vielen Jahren erneut zur Zusammenarbeit mit Robert Vanderhorst. Ihre Performance lief unter dem Namen „Two Artists“. 2012 gab Nash seinen Rückzug von der Bühne bekannt. 2014 starb Nash the Slash im Alter von 66 Jahren in Toronto.